# Qal'at Najm
Qal'at Najm (en árabe: قلعة نجم‎, romanizado: qal‘at naŷm) es un castillo situado en la orilla derecha del Éufrates cerca de la ciudad de Manbiŷ (Siria). El castillo probablemente se encontraba en el lugar de un sitio romano anterior y se conoce a partir de textos árabes desde el siglo VII EC. Las obras de reconstrucción se llevaron a cabo en el castillo por Nur ad-Din Zangi y Az-Zahir Ghazi durante los siglos XII y principios del XIII. El castillo se asienta sobre un montículo que está protegido por un glacis y alberga un palacio de baños y una mezquita. 

## Historia
El castillo probablemente se encontraba en la ubicación de un sitio romano anterior, cuyo nombre aún no se ha identificado, aunque se ha sugerido a Caeciliana. La referencia más antigua a Qal'at Najm en los textos árabes es Jisr Manbij, mientras que el nombre actual solo tuvo un uso popular en el siglo XII. Según un texto, el califa Uthman hizo construir un puente sobre el Éufrates en Jisr Manbij. Tras la conquista de la región por los omeyas, el castillo fue controlado por los hamdaníes y los mirdásidas, antes de pasar a manos de la tribu nómada de los Banu Numayr. El castillo sirvió de fortaleza para los Banu Numayr, que también controlaban Qal'at Ja'bar, hasta al menos 1120. El control luego cambió a la dinastía Zengid bajo Nur ad-Din, gobernante de Alepo y el hijo de Zengi. Nur ad-Din hizo restaurar el castillo. En 1202, Az-Zahir Ghazi, el gobernador ayyubí de Alepo desde 1186 a 1216, atacó Jezirah y conquistó Manbij, Qal'at Najm y Qal'at Ja'bar, empujando a Ra's al-'Ayn en Jabur en el noreste Siria. Después de esta campaña, Az-Zahir reconstruyó muchos de los lugares que había conquistado, incluido Qal'at Najm. En 1820, un caudillo árabe buscó refugio en el castillo, que posteriormente fue asediado y dañado por las fuerzas otomanas.

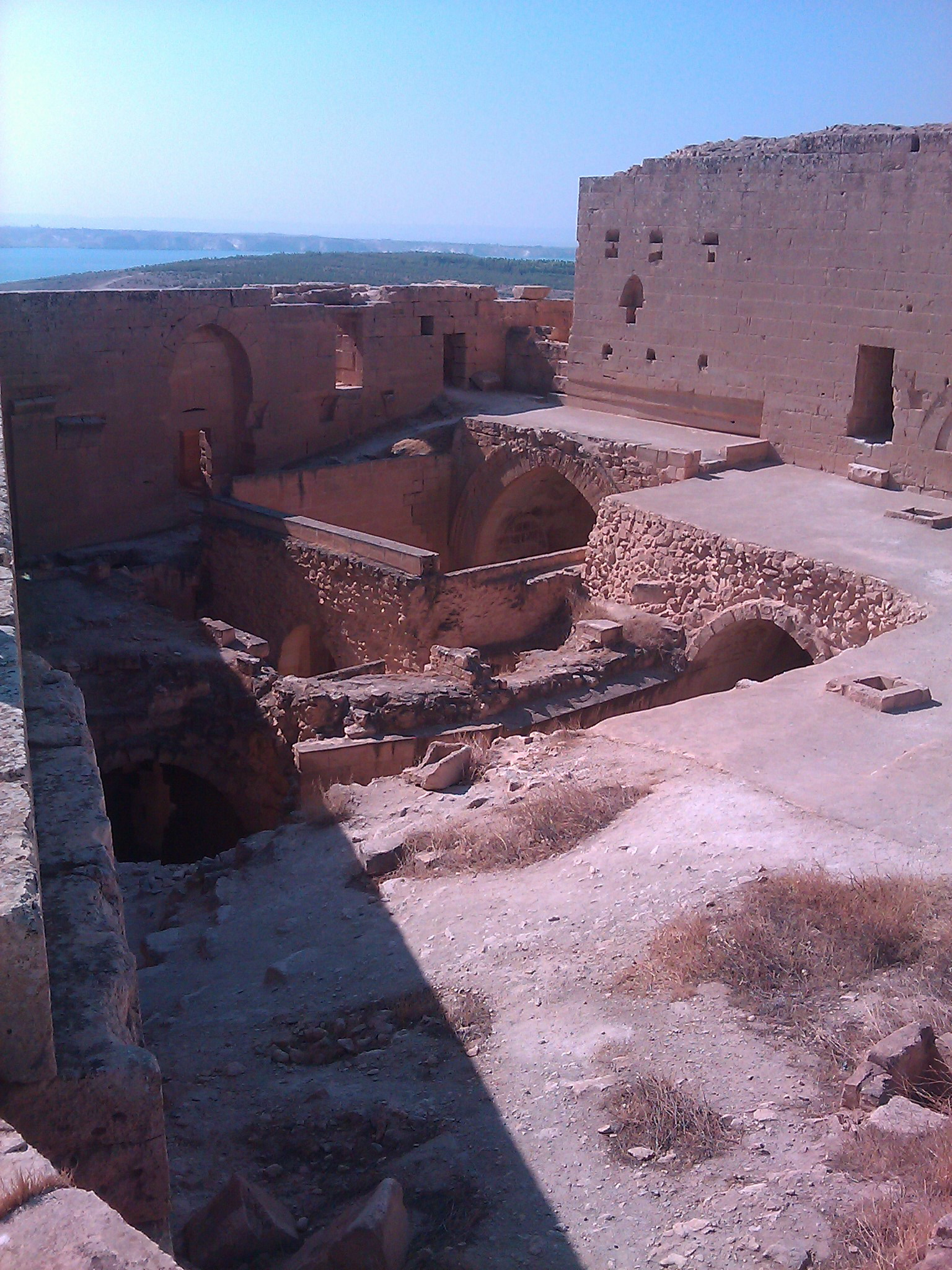
Qal'at Najm desde el interior.

El 1 de junio de 2016, durante la Guerra Civil Siria, el SDF ocupó el Castillo Najam del ISIS 

## Descripción
El castillo está ubicado en la orilla derecha del Éufrates, en un sitio donde dos islas permitieron la construcción de un puente de pontones que permitía una ruta comercial desde Alepo a Harran sobre el Éufrates. Qal'at Najm es un castillo del tipo de cono truncado, similar a la Ciudadela de Alepo y los de Hama y Homs. Se encuentra en un montículo cuyas laderas estaban cubiertas con un glacis de sillares, cuyos restos aún son visibles en Qal'at Najm. También como la Ciudadela de Alepo, su entrada se caracteriza por una rampa y una puerta maciza con cuatro ángulos. Se han encontrado al menos tres, y posiblemente una cuarta, inscripciones que datan del reinado de Az-Zahir en Qal'at Najm. Dentro de Qal'at Najm hay un complejo de baños palaciegos, que consta de cuatro alas que se abren a un patio central con una fuente. El castillo también albergaba una mezquita con una doble arcada exterior que daba al Éufrates. Esta característica arquitectónica es muy rara en las mezquitas. Otro ejemplo se puede ver en la Alhambra en España. La ciudad que estaba a los pies del castillo, y que se menciona en los textos históricos, ha desaparecido.